# Podjetnik
Podjétnik je lastnik podjetja, ki ga aktivno upravlja. Če gre za tovarno oziroma (večji) industrijski obrat se tak podjetnik imenuje tudi tovarnar ali industrialec.
Podjetnik v delovanje podjetja vloži svoj osebni kapital in s tem prevzema (sam ali skupaj z drugimi vlagatelji) tudi osebno odgovornost za uspeh ali neuspeh podjetja.
Po Zakonu o gospodarskih družbah je samostojni podjetnik fizična oseba, ki na trgu samostojno opravlja pridobitno dejavnost kot svojo izključno dejavnost. Zakon mu ne prepoveduje opravljanja dejavnosti poleg redne zaposlitve.
Pomembne lastnosti uspešnega podjetnika so:
- inovativnost
- kreativnost
- samozavest
- ambicioznost
- odločnost
- vztrajnost
- usmerjenost h kupcem
- pozitiven odnos do tveganja
- organizacijske sposobnosti
- izkušnje